# Euchromius rayatellus
Euchromius rayatellus is een vlinder uit de familie grasmotten (Crambidae). De wetenschappelijke naam is voor het eerst geldig gepubliceerd in 1949 door Amsel.
De soort komt voor in Europa.